# Aves guaneras

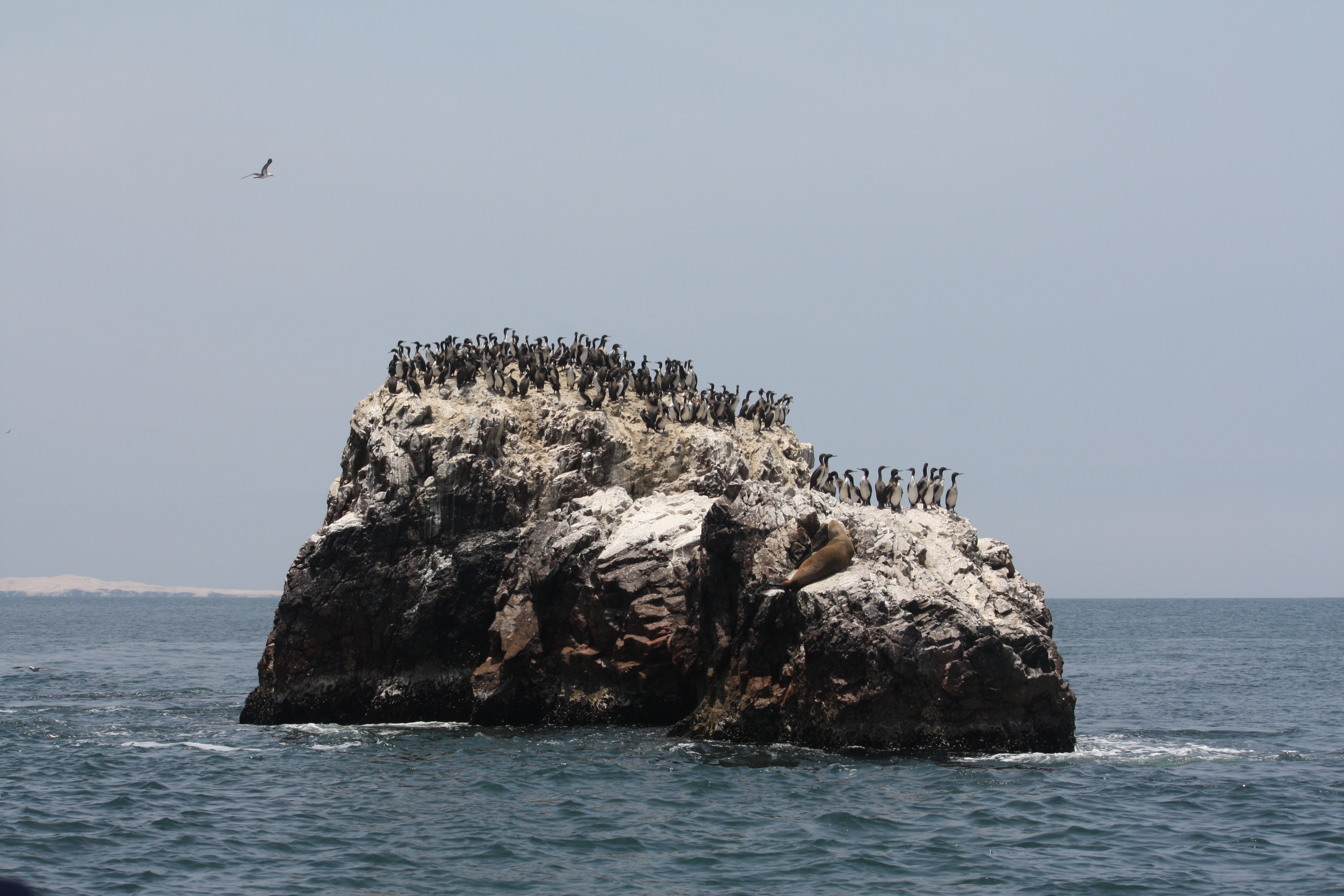
Islas del archipiélago de las Ballestas que muestra una típica concentración de piqueros guanayes

Se conoce como aves guaneras a todas aquellas especies de aves marinas que se reúnen en enormes concentraciones sobre terrenos favorables para la acumulación de heces en cantidades tan grandes que permiten su explotación a gran escala. 
La palabra "guano" proviene de la palabra quechua huana y es el nombre que reciben las heces de las aves guaneras, aunque también puede ser producido por murciélagos y otras especies. El guano es considerado como un valioso fertilizante natural rico en nitrógeno, fósforo y potasio. La producción mundial de guano procedente de aves marinas se concentra muy mayoritariamente en numerosos puntos de la costa peruana ya que en ella convergen peculiares circunstancias (especialmente una excepcional biomasa marina que favorece el asentamiento de ingentes números de aves y una gran escasez de precipitaciones que evita la disolución y arrastre de las heces) que vienen favoreciendo la acumulación continuada de guano a lo largo de muchos millares de años.
Entre las especies de aves guaneras más características se pueden citar al cormorán guanay (Leucocarbo bougainvillii), el cormorán gris o chuita (Phalacrocorax gaimardi), el piquero peruano (Sula variegata), el piquero camanay, piquero patiazul o alcatraz patiazul (Sula nebouxii), el pelícano peruano (Pelecanus thagus), la gaviota de cola negra, gaviota simeón o gaviota peruana (Larus belcheri), la gaviota cabecigrís o gaviota de capucho gris (Chroicocephalus cirrocephalus), el pingüino de Humboldt (Spheniscus humboldti) y el zarcillo (Larosterna inca).